# Bobby Ghosh
Aparisim « Bobby » Ghosh est un journaliste et commentateur américain d'origine indienne. Il est chroniqueur et membre du comité éditorial de Bloomberg Opinion.

## Biographie
Il commence sa carrière de journaliste au Deccan Chronicle, un quotidien anglais populaire, à Visakhapatnam, dans l'Andhra Pradesh, en Inde.
Il est chef du bureau de Time à Bagdad et l'un des plus anciens correspondants en Irak. Ses reportages à Bagdad comprennent des profils de kamikazes et d'autres terroristes, des histoires sur des Irakiens extraordinaires ainsi que sur des personnalités politiques[réf. nécessaire]. Il écrit des articles sur d'autres zones de conflit, comme les territoires palestiniens et le Cachemire. Il travaille également pour Time Asia et Time Europe et couvre des sujets variés comme la technologie, le football, les affaires et les tendances sociales.
Depuis 2016, Ghosh est rédacteur en chef du Hindustan Times, après avoir été directeur de la rédaction du site d'information économique Quartz et rédacteur en chef mondial du magazine Time. Il est de nationalité américaine et est le premier immigrant à être nommé rédacteur en chef mondial en plus de 80 ans d'existence du Time.

## Vie privée
Sa femme est Bipasha Ghosh.